# BBC Two Scotland
BBC Two Scotland — британский телеканал, шотландское региональное отделение BBC Two, второго телеканала Британской вещательной корпорации. Вещает в цифровом наземном формате. В отличие от своего партнёра BBC One Scotland, ставку делает исключительно на продукты оригинального BBC Two. Некоторое время отдельно вещали аналоговая и цифровая версии телеканала.

## Сетка вещания
Как и BBC One Scotland, телеканал BBC Two Scotland предлагает разнообразную сетку телевещания, вставляя туда телепрограммы из разных телесетей Великобритании. Самыми популярными программами являются Artworks Scotland и Holyrood Live, на гэльском языке вещает своя версия телеканала BBC Two (Dhà) Alba. По ночам выходят выпуски новостей Newsnight Scotland вместо обычной новостной программы Newsnight.
Во время вещания BBC Scotland заменяет некоторые обучающие телепрограммы британской образовательной системы на более популярные программы шотландского образования, а ток-шоу общебританского масштаба на ток-шоу с участием шотландских политиков. На телеканале также показываются соревнования по лёгкой атлетике, шинти, маунтинбайку и бегу по пересечённой местности (в программе The Adventure Show). По воскресеньям ночью показываются лучшие моменты матчей чемпионата Шотландии по футболу в программе Sportscene.

## Некоторые телепрограммы
- ArtWorks Scotland
- Cunntas
- Dè a-nis?
- Holyrood Live
- Landward
- Limmy’s Show
- Na Bleigeardan
- Newsnight Scotland
- Politics Scotland
- Rathad an Sutha
- Sport Nation
- Sportscene
- The Adventure Show
- Wildlife Detectives

## Доступность
Телеканал доступен на всех телевизионных платформах под номером 2 или 102. Доступно спутниковое, кабельное и цифровое вещание. Программы, показываемые только в шотландской службе, повторяются в Великобритании в течение недели, а также показываются при помощи службы BBC iPlayer.